# 廣島灣
廣島灣（日语：広島湾/ひろしまわん）是位於日本瀨戶內海的一個溺灣，它覆蓋山口、廣島二縣，面積約1000平方千米，平均深度25米。附近有瀨戶內海工業基地，造船、鋼鐵工業十分發達。